# Theodore, Paul et Gabriel
Théodore, Paul et Gabriel, stylisé Theodore, Paul & Gabriel est un groupe de pop et folk rock français, originaire de Paris.

## Biographie
Le groupe est formé en 2009 à partir de la rencontre de Pauline Thomson et de Clémence Gabriel dans un café. Puis Théodora de Lilez quitte son groupe de hard rock pour les rejoindre. Le groupe prend le nom de Monsieur S dans la seconde moitié des années 2000. Théodore, Paul et Gabriel est vite repérée par Les Inrocks Lab, et sort en novembre 2011 un premier EP, Silent Veil. 
L'année suivante, en 2012, elles publient leur premier album studio, Please Her Please Him. En soutien à l'album, les membres entament plusieurs concerts, dont un au Café de la danse et un autre à la Cigale de Paris où elles sont rejointes par Gaëtan Roussel pour chanter Jackson de Johnny Cash. En février 2014, Théodora de Lilez quitte le groupe et est remplacée à la basse par Louise Découflé.
En janvier 2015, le groupe dévoile le titre et les détails de son deuxième album : « C’est un album solaire et plein d’espoir ; on voulait donner envie de se battre, de se serrer les coudes et de partir à l’aventure. » Leur deuxième album, We Won't Let You Down, est publié le 9 mars 2015. Cette même année, le groupe joue à l'émission C à vous en avril, et participe aux Francofolies.
En janvier 2017, Clémence Gabriel et Pauline Thomson signent avec Universal Music Publishing France. Le 18 octobre 2017, Clémence Gabriel et Pauline Thomson annoncent via la page Facebook du groupe qu'elles continuent de collaborer étroitement sur l'écriture d'un troisième album. Pauline annonce aussi qu'elle renonce aux feux de la rampe, et que Gabriel aura la joie de présenter leur travail en tête à tête avec leur public.

## Style musical et image
Le groupe prend ses inspirations dans le rock et folk des années 1960 et 1970, qu'il intègre dans quelque chose de plus actuel, de plus moderne à l’écoute, de plus pop-rock-folk. Il chante en anglais, comme une évidence, la langue de leurs références musicales, Janis Joplin, les Beatles, Eric Clapton, et la langue de Paul. Il revendique une certaine androgynie, en ayant choisi des prénoms masculins et un look de dandy cintré.

## Membres

### Membres actuels
- Louise Découflé - basse
- Clémence Gabriel (Gabriel) - chant, guitare
- Benjamin Colin - batterie

### Anciens membres
- Théodora de Lilez (Théodore) - basse
- Pauline Thomson (Paul) - guitare